# Lytta delauneyi
Lytta delauneyi es una especie de coleóptero de la familia Meloidae.

## Distribución geográfica
Habita en las islas Guadalupe.